# Gåsesten

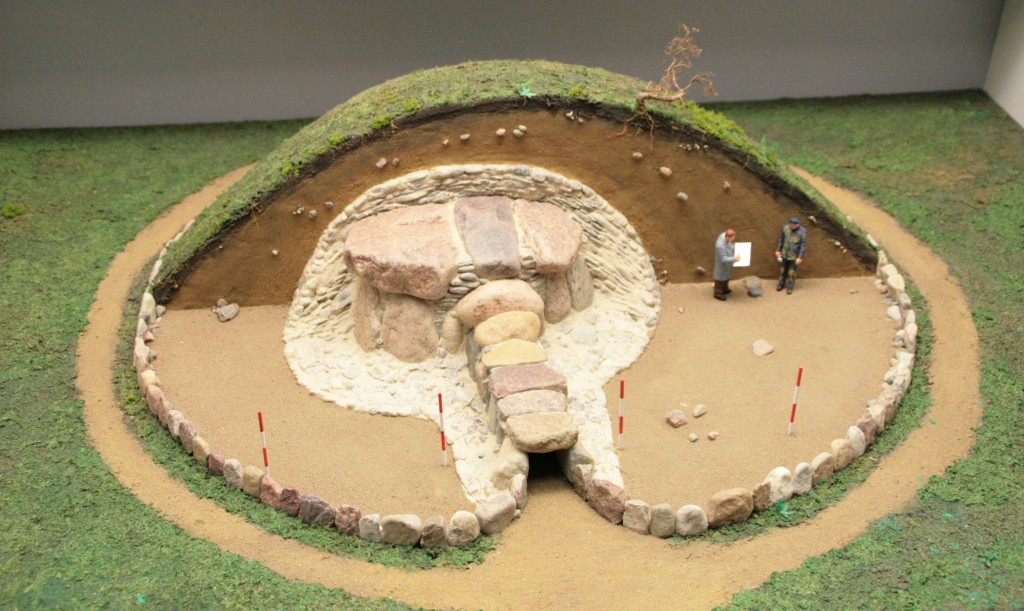
Ganggrabmodell

Das 1954 ausgegrabene und restaurierte Ganggrab Gåsesten (dänisch Gåsestenen) liegt in den Resten seines Rundhügels am Pugholmvej nördlich von Emmelev und von Odense in der Nordfyns Kommune auf der dänischen Insel Fünen.
Das Ganggrab (dänisch Jættestue) ist eine Bauform jungsteinzeitlicher Megalithanlagen, die aus einer Kammer und einem baulich abgesetzten, lateralen Gang besteht. Diese Form ist primär in Dänemark, Deutschland und Skandinavien, sowie vereinzelt in Frankreich und den Niederlanden zu finden. Der Gåsesten (deutsch Gänsestein) stammt aus der Jungsteinzeit etwa 3000 v. Chr. und ist eine Megalithanlage der Trichterbecherkultur (TBK).
Die birnenförmige, Nord-Süd orientierte Kammer besteht aus sieben Tragsteinen, zwischen denen teilweise Trockenmauerwerk erhalten ist. Die beiden Decksteine befinden sich noch in situ. Auf dem nördlichen sind mindestens zwei Schälchen zu erkennen. Im Gang, der sich nach Osten erstreckt, sind zwei Seitensteinpaare sowie ein Deckstein, unmittelbar vor der Kammer zu sehen.
In der Kammer wurden Bernstein, Feuersteinartefakte, Keramik und schwache Skelettspuren erkannt, die von der TBK, und der spätneolithischen Einzelgrabkultur stammen.